# Anneli Alhanko
Anneli Elisabeth Alhanko Skoglund, född 11 december 1953 i Bogotá i Colombia, är en sverigefinsk balettdansös. Hon utsågs 1990 av kungen till hovdansare, den första i svensk historia.

## Bakgrund och verksamhet
Anneli Alhankos far Erkki Alhanko var finländsk generalkonsul i Bogotá och Anneli Alhanko kom till Sverige först vid fyra års ålder. Alhanko började då snart studera dans för Brita af Geijerstam och blev antagen att studera vid Kungliga Svenska Balettskolan 1963–71. Åren 1971–97 var hon fast anställd vid Kungliga Baletten, där hon snabbt blev en av dess främsta ballerinor. Redan första året 1971 dansade hon en huvudroll i Rudolf Nureyevs uppsättning av Nötknäpparen och hon har sedan dess dansat samtliga de stora klassiska balettrollerna. 
1973 utnämndes hon till solist, 1976 till premiärdansare och 1990 till Sveriges första hovdansare. Genom åren har Alhanko inbjudits att gästdansa vid många av de främsta balettkompanierna världen över och är hittills den enda svenska som inbjudits att dansa vid den anrika Bolsjojbaletten i Moskva, där hon 1984 dansade i Giselle under ledning av den legendariska Galina Ulanova. Efter det förärades hon som en av mycket få i världen den allra finaste dansartiteln prima ballerina assoluta.
1975 avbildades Alhanko tillsammans med kollegan Per Arthur Segerström på det första svenska frimärket med balettmotiv och sedan 2003 ingår ett porträtt av henne i Statens porträttsamling på Gripsholms slott. Efter den formella tjänstepensioneringen från Kungliga Baletten har Alhanko fortsatt att framträda internationellt som frilansare och har även undervisat.
2007 startade Alhanko den egna balettutbildningen för barn och unga Alhankolinjen i Stockholm och i januari 2010 integrerade hon tillsammans med medgrundaren Eva Johnson denna i den utvidgade satsningen Base 23 - Stockholm Dance Academy, en mer omfattande dansakademi med ett flertal olika inriktningar där hon är chef och en av lärararna. Hon har också varit verksam med att ta fram en egen kollektion av barnkläder i ekologisk bomull.
Hon var värd för Sommar i P1 i Sveriges Radio 1987 och 2010. Hon har som gäst medverkat i bland annat SVT:s program Caramba och Så ska det låta. I december 2011 medverkade hon i programmet Sommarpratarna och 2013 var hon en av deltagarna i musikprogrammet Maestro i SVT.
Hon är moster till skådespelaren Josephine Alhanko, som utsågs till Fröken Sverige år 2006.

## Priser och utmärkelser
- 1980 – Svenska Dagbladets operapris
- 1990 – Hovdansare
- 1998 – Litteris et Artibus
- 2010 – Natur & Kulturs kulturpris[4]
- 2014 – Teaterförbundets guldmedalj för "utomordentlig konstnärlig gärning"[5]

## Framträdande huvudroller (urval)
- Svansjön
- Rudolf Nureyevs Nötknäpparen (1971)
- Kenneth MacMillians Romeo och Julia (1973)
- Ulf Gadds Törnrosa (1974)
- Giselle (1975)
- Birgit Cullbergs Fröken Julie (1977)
- John Crankos Så tuktas en argbigga (1978)
- Hans Brenaas Coppélia (1980)
- Kenneth MacMillans Manon (1980)
- Beryl Greys Törnrosa (1985)
- Natalia Makarovas La Bayadère (1989)
- John Crankos Onegin (1990)
- John Neumeiers En midsommarnattsdröm (1990).

## Filmografi (urval)
- 1984 – Abbalett (TV)
- 1993 – Sista dansen
- 1994 – Dansaren
- 2000 – The Working of Utopia
- 2002 – R.E.A. (Roligt Elakt Aktuellt) (TV)
- 2013 – Maestro (TV)